# Octopus wolfi
Octopus wolfi (лат.) — вид головоногих моллюсков из отряда осьминогов. Самый маленький известный науке осьминог.

## Внешний вид и строение

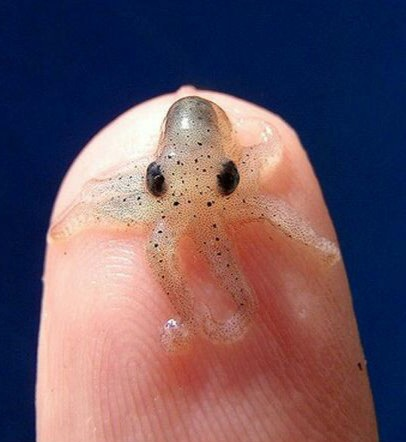
Octopus wolfi на кончике пальца

Общая длина тела около 30 миллиметров. Длина клюва 16 миллиметров. У него широкая голова и неуклюжее на вид туловище. Тело широкое и коренастое. Задняя часть тела угловатая и лишь умеренно сужается к спине.
Щупальца очень короткие и различаются по длине. При измерении ото рта до кончика руки третья и четвёртая пара рук самые длинные — 19 миллиметров, а первая пара рук — самая короткая — 17 миллиметров. На каждой руке имеется 25 присосок, расположенных в два ряда. Однако у основания они однорядные и образуют вокруг ротового отверстия кольцо из восьми присосок. Над этими базовыми присосками две непарные присоски, которые переходят в очень ровные ряды по две. У самцов присоски звездчатой формы с бахромчатыми краями. Это уникальная черта для семейства осьминогов. Правая третья рука самца образует хорошо развитый гектокотиль. Ширина опорной поверхности присоски составляет примерно 3,5 мм. Борозда сперматофора имеет ширину около 2 миллиметров и хорошо видна. На кончике имеется язычок, также хорошо развитый. Он имеет форму ложки и сужается к концу. Длина язычка 2 миллиметра и он имеет около 10 поперечных складок.
Сифон широкий, конический. Он расположен в пространстве между брюшными руками. Имеются анальные клапаны и чернильный мешок.
Форма тела почти квадратная, щупальца короткие. Окрас тёмно-винно-красный, слегка переходящий в фиолетовый. Как и все настоящие осьминоги, этот вид может адаптировать свой внешний вид к окружающей среде. Камуфляж достигается за счёт сочетания различных хроматофоров и изменения текстуры кожи. Этот вид имеет коричневые и красные хроматофоры, но может также создавать белые узоры.
Кожа покрыта многочисленными красноватыми бородавчатыми сосочками разного размера. На спине имеются поперечные складки. Вокруг глаз также есть морщины, которые сходятся после открытия глаз.
Уникальными для настоящих осьминогов являются звездообразные присоски на концах щупалец половозрелых самцов. О причинах такого строения ничего неизвестно, однако считается, что они играют роль в размножении.

## Среда обитания
Обитает в Индо-Тихоокеанском регионе, за исключением Гавайских островов. Вид был обнаружен от Красного моря на востоке до Таити, на юге Филиппин до Большого Барьерного рифа и Новой Каледонии, на глубинах от 0 до 30 метров. Обитает исключительно в соленой воде. Основная среда обитания — коралловые рифы; встречается также в расщелинах морского дна, в пещерах или под камнями.